# 생츄어리 (드라마)
《생츄어리》(영어: Sanctuary)는 2007년에는 웹에서, 2008년부터 2012년까지는 텔레비전에서 방송된 SF 드라마이다.